# 神奇海盗团
《神奇海盗团》（英語：The Pirates! In an Adventure with Scientists!）是一部2012年英美合制3D定格动画冒险喜剧片，由阿德曼动画与索尼动画联合制作。影片是阿德曼公司制作的首部3D动画，也是索尼公司出品的首部停格粘土动画。英国导演彼得·洛德与杰夫·纽威特执导，哥伦比亚电影公司负责发行。英国于2012年3月28日上映，美国于4月27日上映。主演配音员包括休·格兰特、馬丁·費里曼、大衛·田納特、莎瑪·希恩、Jeremy Piven和伊美黛·史道頓。
影片根据英国作家吉德安·笛福所著的海盗系列故事书（The Pirates!）的前两本改编而成。获得第85屆奧斯卡金像獎最佳动画电影提名。

## 剧情
故事背景为1837年。讲述海盗船长为了能够赢得“年度海盗大奖”，他和他一帮手下踏上冒险之旅的故事。
海盗船长打劫遇到了博物学家查尔斯·达尔文。而达尔文看到了海盗船长养的Polly是一只珍贵稀有的渡渡鸟（已灭绝动物），于是说服船长跟他一起去伦敦参加皇家学会年度科学家竞赛，以赢得至高无上的荣誉。而船长以为可以获得丰厚的奖金报酬，就同意了。
到了之后，Polly的亮相果然引起科学界的轰动，而维多利亚女王也接见了获得荣誉的海盗船长。
而船长为了获得能够赢得“年度海盗大奖”的巨额财富，将Polly给了维多利亚女王以交换财宝。后来才发现维多利亚女王原来是个喜欢吃濒危稀有动物的恶人。
最后船长、达尔文与手下一起为救回Polly，而闯入了正在一艘巨轮上举办饕餮盛宴的一众领导人。他们联手击败了女王，拯救了包括Polly在内的许多珍稀动物。

## 角色

### 介紹
海盜船長（Pirate Captain）
海盗船长，有一只珍贵稀有的渡渡鸟Polly
維多利亞女王（Queen Victoria）
维多利亚女王，在片中她是反派角色。
查尔斯·达尔文（Charles Darwin）
查尔斯·达尔文，有一只聪明的黑猩猩Bobo。

### 配音員
| 配音                                    | 配音   | 角色                                                     |
| 美國                                    | 台灣   | 角色                                                     |
| --------------------------------------- | ------ | -------------------------------------------------------- |
| 休·格兰特                               | 徐健春 | 海盜船長（Pirate Captain）                               |
| 馬丁·費里曼                             | 劉傑   | 围巾船長（Pirate with a Scarf）                          |
| 伊美黛·史道頓                           | 崔幗夫 | 維多利亞女王（Queen Victoria）                           |
| 大衛·田納特                             |        | 查尔斯·达尔文（Charles Darwin）                          |
| 傑瑞米·皮文                             |        | 黑贝拉米（Black Bellamy）                                |
| 莎瑪·希恩                               | 吳貴竹 | 莉兹（Cutlass Liz）                                      |
| 連尼·亨利                               | 梁兴昌 | 独脚黑斯廷斯（Peg-Leg Hastings）                         |
| 布萊恩·布雷斯德                         | 陳宗岳 | 海盜国王（Pirate King）                                  |
| 拉塞尔·托维（英國） 安東·葉爾欽（美國） | 张宇豪 | 白化海盗（Albino Pirate）                                |
| 布蘭頓·葛利森                           | 曹冀魯 | 肿块海盗（Pirate with Gout）                             |
| 艾希莉·詹森                             |        | 姑娘海盗（Surprisingly Curvaceous Pirate）               |
| 本·懷特海德（英國） 艾爾·洛克（美國）   |        | 喜歡落日貓的海盜（Pirate Who Likes Sunsets and Kittens） |
| 米克·庫珀                               |        | 海军科林伍德（Admiral Collingwood）                      |
| 大衛·石奇捏德                           |        | 史加利·摩根（Scarlett Morgan）                           |
| 米歇爾·穆德                             | 林谷珍 | 主持人（Gameshow Host）                                  |

## 音乐
电影配乐由Theodore Shapiro负责创作。其中使用了许多歌手的歌曲，如Tenpole Tudor的 "The Swords of a Thousand Men", The Beat的"Ranking Full-Stop", 衝擊合唱團的"London Calling",Jimmy Cliff的"You Can Get It If You Really Want It",Supergrass的"Alright",以及Flight of the Conchords的 "Not Crying"。

## 评价
影片获得了普遍好评，烂番茄上86%的影评人给予积极评价，平均得分7.2分。有许多中国观众表示，《神奇海盗团》是他们看过的最欢乐的海盗片。

## 续集
2011年8月14日，Peter Lord表示他们正在构思续集。